# Marion Degler
Marion Elisabeth Degler (* 17. September 1929 in Berlin), auch Marion Degler-Rudolf, ist eine deutsche Schauspielerin und Synchronsprecherin.

## Leben
Marion Degler wurde als Tochter eines Lehrers geboren und wuchs in Schlesien auf. Nach ihrem Schulabschluss machte sie eine Ausbildung zur Laborassistentin, besuchte dann aber von 1949 bis 1950 die Schauspielschule des Hebbeltheaters in Berlin. Sie debütierte 1950 bei einem Gastspiel des Ensembles in Salzburg. Darauf folgten Engagements an mehreren Berliner Bühnen wie dem Renaissance-Theater, dem Theater am Kurfürstendamm  und der Tribüne. Seit 1960 Mitglied war sie Mitglied des Wiener Theaters in der Josefstadt und übernahm Rollen in Werken von Autoren wie Shakespeare, Tschechow, Ibsen, Hauptmann, Shaw, Pirandello und Schnitzler. Gastspiele führten sie ins Ausland nach England, in die Schweiz und die Vereinigten Staaten. Gelegentlich war sie auch im Film und Fernsehen zu sehen.
Daneben arbeitete Marion Degler umfangreich beim Hörfunk (RIAS Berlin, NWDR) und war zwischen 1952 und 1996 eine der meistbeschäftigten deutschsprachigen Synchronsprecherinnen. Dabei lieh sie zahlreichen internationalen Stars ihre Stimme, etwa Gina Lollobrigida (Liebe, Laster und Ganoven), Jeanne Moreau (Gefährliche Liebschaften), Kim Novak (Der Menschen Hörigkeit), Donna Reed (Ist das Leben nicht schön?), Jean Simmons (u. a. Desirée oder Spartacus) oder Elizabeth Taylor (u. a. Die Katze auf dem heißen Blechdach oder Das Land des Regenbaums). Bekannt wurde sie auch als die regelmäßige Stimme von Audrey Hepburn in Filmen wie Ein Herz und eine Krone, Frühstück bei Tiffany oder Sabrina. Auch bei Sophia Loren war sie die deutsche Standard-Synchronstimme, unter anderem in Der Untergang des römischen Reiches, Hausboot und Hochzeit auf italienisch.
Im Jahr 1994 zog sie sich von der Bühne zurück. Sie war in erster Ehe verheiratet mit dem Dramaturgen und Regisseur Gert Omar Leutner (1919–1995) und in zweiter Ehe mit dem Schauspieler Leopold Rudolf (1911–1978). Seit 1961 ist Marion Degler Österreicherin und lebt in Wien.

## Film und Fernsehen (Auswahl)
- 1950: Berlin kommt wieder
- 1954: Der Froschkönig
- 1954: Die Hexe
- 1954: Eine Geschichte in Weiß
- 1957: Romeo und Julia in Berlin
- 1971: Wenn der Vater mit dem Sohne (Fernsehserie)
- 1992: Leas Hochzeit

## Hörspiele (Auswahl)
- 1954: John Bradley: Der Kopf in der Schlinge – Regie: Rolf Purucker (Hörspielbearbeitung, Kriminalhörspiel – RIAS Berlin) – Erstsendung: 24. Februar 1954
- 1968: Philip Levene: Terra Incognita (8 Teile) – Regie: Ferry Bauer (Original-Hörspiel, Kriminalhörspiel, Science-Fiction-Hörspiel – ORF Oberösterreich) – Erstsendung: 31. Jänner (Januar) bis 23. Februar 1968
- 1977: Karel Čapek: R.U.R. – Aufstand der Roboter – Regie: Ferry Bauer (Hörspielbearbeitung, Science-Fiction-Hörspiel – ORF Oberösterreich)
- 1987: Ferry Bauer: Reise ohne Wiederkehr – Regie: Ferry Bauer (Originalhörspiel – ORF Tirol) – Erstsendung: 8. März 1987